# Blasticorhinus unduligera
Blasticorhinus unduligera là một loài bướm đêm trong họ Noctuidae.